# Ernie Pyle Island
Ernie Pyle Island ist eine kleine Insel im Cagles Mill Lake, US-Bundesstaat Indiana. Sie befindet sich nahe dem Südostende des Sees im Jackson Township, Owen County nahe der Indiana State Road 42-Brücke. Die unbewohnte Insel misst ungefähr 150 mal 190 Meter.
Namensgeber Ernie Pyle war ein Kriegsreporter und Pulitzer-Preisträger aus Indiana, der 1945 auf der japanischen Insel Iejima fiel.